# U2 360° Tour
El U2 360° Tour va ser una gira mundial de la banda irlandesa de rock U2 que va tenir lloc entre el mes de juny de 2009 i el mes de juliol de 2011. Va dur-se a terme per a promocionar l'àlbum No Line on the Horizon editat el 2009, i els concerts van tenir lloc en estadis des del 2009 al 2011. Va ser anomenada com a 360° per la configuració de l'escenari que permetia al públic envoltar l'escenari en pràcticament la seva totalitat. Per aconseguir això, van construir una gran estructura amb quatre pots anomenada "The Claw" (L'urpa) sobre l'escenari, amb el sistema de so i una pantalla cilíndrica i expansiva de víde al cap d'amunt. U2 va afirmar que la gira seria "la primera vegada que una banda ha realitzat gires en estadis amb una estructura tan única i original."
En una època de disminució de les vendes de música, els analistes esperaven que "U2 360°" fos una important font d'ingressos per a la banda. Cada concert de la gira va esgotar, en molt pocs minuts de sortir a la venda totes les entrades. Per acomodar el temps necessari per muntar i transport "The Claw" entre les dates dels seus concerts es requerien tres estructures per a escenaris separats de gira. La producció de 360 graus va augmentar la capacitat de públic fins a en un 25%, el que va portar a rècords d'assistència en més de 60 ubicacions. Diversos temes van ser incorporats en els espectacles; parts dels concerts destacaven temes de l'espai exterior, a causa de la semblança de "l'urpa" a una nau espacial. Missatges pregravats de l'Estació Espacial Internacional van ser exhibits durant els concerts, igual que les declaracions sociopolítiques de Desmond Tutu i Aung San Suu Kyi. Els setlists es van ajustar per a cada any de la gira; per als concerts de 2010, cançons inèdites van debutar en directe, mentre que el 2011, el grup va realitzar més 1990 cançons per commemorar el 20 aniversari de la publicació d'Achtung Baby.